# Hermann Emil Fischer
Hermann Emil Fischer (Euskirchen, 9. listopada 1852. – Berlin, 15. srpnja 1919.), njemački biokemičar.
- 1902. - Nobelova nagrada za kemiju